# Lunedì inizia sabato
Lunedì inizia sabato (in russo Понедельник начинается в субботу?, Ponedel'nik načinaetsja v subbotu) è un romanzo di fantascienza dei fratelli Strugackij pubblicato nel 1965. Sottotitolo: "Favola per collaboratori scientifici di livello base". È stato pubblicato per la prima volta in Italia nel 2019 per i tipi di Ronzani Editore. «L'atmosfera di entusiasmo e di gioiosa devozione alla scienza è modellata in parte sulle esperienze di lavoro di BN [Boris Natanovič] a Pulkovo».

## Genere e struttura del libro
Sebbene molti degli elementi del romanzo appartengano al regno della pura fantasia (alla maniera del fantasy contemporaneo), piuttosto che alla fantascienza, l'opera è sempre stata accostata, come per Lunedì inizia sabato, alla fantascienza (naučnaja fantastika), posto che il genere fantasy (favolistico o fiabesco), soprattutto tra gli anni ’30 e ’60, quasi non esisteva perché apertamente avversato dal sistema sovietico.
Il libro è composto di tre parti, intitolate rispettivamente «Trambusto intorno al divano» (Sueta vokrug divana), «Trambusto dei trambusti» (Sueta suet) e «Ogni genere di trambusto» (Vsjačeskaja sueta). La prima storia consiste di sei capitoli, le successive di cinque capitoli ciascuna.
La prima storia inizia giovedì 26 luglio 1962 e termina sabato mattina, 28 luglio 1962.
La seconda inizia la sera del 31 dicembre 1962 (lunedì) e termina la mattina del 1º gennaio 1963 (martedì).
La terza va dalla mattina di mercoledì 10 aprile 1963 al pomeriggio di venerdì 12 aprile 1963 (con uno sguardo retrospettivo su martedì 9 aprile e la predizione di Janus Poluektovič su Privalov per il giorno sabato 13 aprile. Gli autori hanno anche inserito una curiosa e ironica appendice in calce al libro che si intitola "Breve postfazione e note esplicative da parte del Direttore del Laboratorio Informatico dell'ISSTEMS e giovane collaboratore scientifico A. I. Privalov".
In russo la parola "суета" (trasl sueta), usata dagli autori nei titoli delle tre parti è ambigua e oltre al significato di "trambusto" ha anche quello, meno diretto, di vanità (nel senso di vacuità). Il termine è utilizzato anche nei codici slavi della Bibbia. Si tratta della locuzione del libro dell’Ecclesiaste: vanitas vanitatum, et omnia vanitas (vanità delle vanità, tutto è vanità), citata per affermare la vanità dei beni terreni e la stoltezza di quelli che s’affannano per conseguirli.
Le caratteristiche spaziali dell'Istituto Scientifico e TEcnologico per la Magia e la Stregoneria «devono essere considerate come il primo vero esperimento cosmologico degli Strugatskij. Inoltre, in anticipo sui lavori successivi, questo romanzo rappresenta una prima escursione nella "Cosmologia Puškiniana", visto che l'opera si apre con un verso da Kapitanskaja dočka [La figlia del capitano, 1836] che prefigura un cambiamento nella carriera di Privalov e l'intera prima sezione si svolge in un mondo popolato in larga parte da elementi riproposti da Ruslan i Ljudmila».
La commistione tra elemento magico e scientifico nell'opera degli Strugackij, in particolare in Lunedì inizia sabato, così come ne La favola della Trojka, trova ispirazione nel saggio di Louis Pauwels e Jacques Bergier intitolato Il mattino dei maghi (Le Matin des magiciens).

## Riferimenti culturali
Il romanzo è intriso di riferimenti alla tradizione popolare e alla letteratura russa. Ad esempio:
- La "via Baia del Mar" (dove ha sede la "Cazalina", il museo dell'ISSTEMS), la grande quercia, il gatto parlante e la russalca sono tutti elementi che rimandato direttamente all'incipit del poema Ruslan e Ljudmila (1820) di Aleksandr Sergeevič Puškin: "Su mar lunato è verde quercia; una catena d'oro reca; un gatto saggio notte e giorno si volge, avvinto alla catena; a dritta gira - canti canta, a manca - favole racconta. Là son portenti: il lešij vaga, siede sui rami la russalca; là per sentieri sconosciuti orme di mai vedute bestie; un'isba senza usci o finestre ha zampe di gallina (...)".[8]
- In apertura del capitolo 4 della seconda storia, vengono citati alcuni versi della poesia di Puškin, Vurdalak (Vampiro, detto anche Wurdulac), 1835.[9]
- La casetta su zampe di gallina è l'abitazione e il simbolo della strega Baba Jaga, personaggio fondamentale delle favole popolari russe.[10]
- Molti i riferimenti alle opere di Nikolaj V. Gogol', tra cui Le anime morte (romanzo), Vij (racconto), La notte prima di Natale (racconti) e L'ispettore generale (commedia).[11]
- Il Piccolo Ometto (Malen'kij Čeloveček) è un diretto rimando alla tradizione letteraria russa. La figura fu introdotta da Puškin (ne Il capostazione della posta, 1831) ed è presente in moltissime opere di altri autori classici (tra tutti, memorabile la figura di Akakij Akakievič Bašmačkin, protagonista de Il cappotto di Nikolaj V. Gogol').[12] L'espressione è usata in senso lato: uomo piccolo, cioè insignificante, miserabile, che non conta nulla, spesso deriso e angariato. Gli Strugatskij rendono piccolo il loro ometto anche fisicamente.
- Nella prima storia, nel dialogo tra Sasha Privalov e il Piccolo Ometto, viene citato Giuseppe Balsamo, alias il conte di Cagliostro, con riferimento all'omonimo racconto di Aleksej N. Tolstoj (1921).[11]
- Lo stesso Aleksej N. Tolstoj è citato anche per la trilogia di romanzi La via dei tormenti, detta anche La via al Calvario (titolo originale in russo Хождение по мукам, trasl. Choždenie po mukam),[13] pubblicata tra il 1921 e il 1941, in cui si descrivono i mutamenti sociali conseguenti alla rivoluzione bolscevica, nonché per il romanzo Le avventure di Nevzorov, ovvero Ibico (1924).
- Nella prima storia il gatto Vasilij cerca di recitare alcune favole della tradizione popolare (tra cui L'anatra bianca).
- Si cita Grigorij Melechov, il protagonista del romanzo di Michail Aleksandrovič Šolochov, Il Placido Don, pubblicato in quattro parti tra il 1928 e il 1940.
- Il Monte Calvo si trova in Ucraina ed è un luogo ricorrente nella mitologia e nel folclore slavi: vi si svolgono i sabba notturni delle streghe. Famoso in occidente soprattutto perché Musorgskij ne fece il tema di una sinfonia (Una notte sul Monte Calvo).[14]
- Nella fantascienza russa il tema dell'evento di Tunguska (affrontato nella terza storia del romanzo) è un classico. Nel romanzo breve Plenniki Zemli (I prigionieri della Terra, 1937) di Mauil Semënov, per la prima volta si ipotizza che l’evento sia collegato all’atterraggio di un’astronave marziana. La versione più popolare è però quella di Aleksandr Kazantsev in Pylajuščij ostrov (L’isola in fiamme, 1941) in cui si descrive l’incidente di un’astronave aliena.[15] Kazancev è poi ritornato altre volte sul tema, in particolare nei racconti "Il visitatore sconosciuto" (Гость из космоса, 1951; lett. "L'ospite dal cosmo") e "Il marziano" (Марсианин, 1958), entrambi in appendice a "Elephas Sapiens", Galassia 28, Casa Editrice La Tribuna, 1963.
- Il romanzo è ricco anche di allusioni e riferimenti a opere della fantascienza sovietica (russa e ucraina), tra cui La Nebulosa di Andromeda (Tumannost’ Andromedy, 1957), di Ivan Antonovič Efremov,[16] Le vie dei titani (Šliakhi titaniv, 1959) di Oles’ Pavlovič Berdnik,[17] Suema (1958)[18] di Anatolij Dneprov,[19] I nipoti di Marte (Vnuki Marsa, 1962) del già citato Kazantsev, L’ospite dall’abisso (Gost’ iz bezdny, 1962) di Georgij Sergeevič Martynov,[20] Griada (1960) di Aleksandr Lavrent’evič Kolpakov, I conquistatori degli inferi (Pobediteli nedr, 1937), di Grigorij Borisovič Adamov.[21]

## Trama

### Prima storia. Trambusto intorno al divano
(Arkadij e Boris Strugatskij, Lunedì inizia sabato)
Sasha Privalov, giovane programmatore di Leningrado, sta guidando nella regione della Carelia e deve incontrarsi nella cittadina fittizia di Solovets (un riferimento alle isole Solovki e all'omonimo storico monastero sul mar Bianco che fu requisito e trasformato in gulag in epoca sovietica) per passare una vacanza nella natura con degli amici. Lungo la strada raccoglie due curiosi autostoppisti che, per sdebitarsi, lo convincono a passare la notte nel museo dell'ISSTEMS, l'istituto presso cui prestano servizio come collaboratori (il museo è detto Cazalina, un acronimo che sta per Casetta su zampe di gallina). Custode del museo è la vecchia Naina Kievna Gorinič, taccagna e scorbutica, molto preoccupata che Sasha si sdrai sul vecchio divano. In realtà, non si tratta affatto di un divano, ma di uno strumento magico-scientifico che ha solo l'aspetto di un divano. Molte cose strane accadono quando ci si siede sul divano: è un traslatore che ha lo scopo di trasportare il mondo della fantasia nel mondo reale. Il divano è anche nel mirino di alcuni strani personaggi. Alcuni credono che esso sia il ricettacolo della mitica "Tesi Bianca", altri mirano ad impossessarsene (Vitka Korneev) per scopi di ricerca e sperimentazione. Sasha scopre poi che ISSTEMS sta per Istituto di ricerca Scientifica e TEcnologica per la Magia e la Stregoneria, ente associato all'Accademia delle Scienze dell'URSS. La prima storia si chiude con Sasha che entra nell'ISSTEMS in qualità di nuovo programmatore, attraverso un passaggio che i "non addetti" non riescono nemmeno a vedere.

### Seconda storia. Trambusto dei trambusti
(Arkadij e Boris Strugatskij, Lunedì inizia sabato)

Sasha viene incaricato dal vice-direttore Modest Matveevič del turno di guardia durante la notte di Capodanno. Sono passati solo pochi mesi dal suo ingresso nell'istituto e inizia così per il novellino un curiosissimo tour di dipartimento in dipartimento, durante il quale incontra esseri fantastici (tra cui ecatonchiri della tradizione ellenica, vampiri, macrodemoni, folletti, draghi ecc.) e dispositivi mitici e fantascientifici (la ruota della fortuna, il distillatore di risate per bambini, lo scomponi-cattiveria-universale ecc.). 

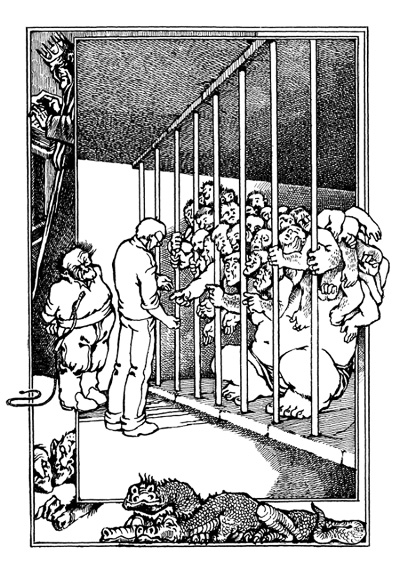
Sasha e il vampiro Alfred davanti alla gabbia di Briareo (ill. di Andrej Karapetian, da un'edizione del 1997, serie Miry Brat'ev Strugackich)

 È a questo punto che entra in scena il dottore di scienza Ambroise Ambroisovič Vybegallo, un ambiguo demagogo che sta conducendo alcune strampalate ricerche con modelli di uomo "ideale" (l'uomo completamente insoddisfatto, l'uomo gastricamente insoddisfatto, l'uomo completamente soddisfatto). Il giorno di Capodanno Vybegallo si appresta a presentare trionfalmente alla collettività magica (e alla stampa specializzata) il terzo modello. La situazione precipita e l'universo stesso sembra collassare su sé stesso (il mondo si arrotola su sé stesso come nelle scene bibliche dell'apocalisse). Roman Oira-Oira, amico di Sasha, sventa il pericolo al momento giusto, proprio come il misterioso direttore dell'istituto, Janus Poluektovič, aveva previsto il giorno prima.

### Terza storia. Ogni genere di trambusto
(Arkadij e Boris Strugatskij, Lunedì inizia sabato)
Arriva la primavera e il terzo episodio è dedicato al tentativo di Sasha e i suoi amici di svelare il segreto del direttore Janus Poluektovič. Il fatto che sia una persona in due individui (A-Janus e U-Janus, quest'ultimo con indubbie capacità predittive) è comunemente accettato dai membri e collaboratori dell'ISSTEMS e mai messo in discussione. La questione viene affrontata dai personaggi del tutto casualmente, dopo aver notato alcuni strani fenomeni riguardanti i pappagallini del direttore (a quanto pare, si chiamano tutti Fotone). Sasha ha anche l'occasione di compiere, a bordo di una particolare macchina del tempo, un viaggio nel c.d. "futuro descritto", ovvero nella dimensione temporale creata dall'immaginazione umana. In questa dimensione Sasha vede il futuro immaginato dall'umanità, a partire dall'epoca classica e medievale e infine arrivando all'era industriale e oltre. I marciapiedi semoventi sono un riferimento al romanzo Mezzogiorno, XXII secolo. Ad un certo punto, compare una muraglia di ferro. Ai due lati si fronteggiano le visioni fantascientifiche dell'occidente e del blocco sovietico.

### Appendice
(Arkadij e Boris Strugatskij, Lunedì inizia sabato)
Il romanzo si conclude con un capitolo che si intitola Breve postfazione e note esplicative da parte del Direttore del Laboratorio Informatico dell'ISSTEMS e giovane collaboratore scientifico A. I. Privalov. Una chiusura ironica e auto-ironica che si immagina scritta da Privalov su richiesta degli autori del libro. Privalov ne elogia l'opera, ma solleva anche alcune critiche (indicando alcuni errori) e infine inserisce un glossario per meglio spiegare alcuni termini utilizzati nel romanzo.

## Personaggi
- Aleksandr Ivavonič Privalov (Sasha): protagonista, responsabile del laboratorio di informatica.

- Fëdor Simeonovč Kivrin (Teodoro): direttore del Dipartimento di Felicità Lineare, affetto da balbuzie. Boris Strugatskij ha più volte sottolineato che il personaggio è ispirato direttamente a Ivan A. Efremov, paleontologo e scrittore (1908 - 1972), artefice della seconda ondata di fantascienza russa con La nebulosa di Andromeda (1957). A domanda di un lettore, così risponde: "Certo! Fëodor Simeonovič è stato modellato proprio su Ivan Antonovič. Secondo me, risulta molto simile".[22]

- Cristobal Josevič Junta (Cristo): direttore del Dipartimento del Senso della Vita, di origini portoghesi, ex grande inquisitore.

- Janus Poluektovič Nevstruev: direttore dell’ISSTEMS, una persona in due individui, A-Janus e U-Janus. Si riescono a distinguere grazie ad alcuni dettagli: A-Janus è un po' più giovane e non è al livello di U-Janus quanto a competenze scientifiche. Inoltre, U-Janus è solito rivolgere all'interlocutore la domanda-refrain: "Di cosa abbiamo parlato io e lei ieri sera?". Rispondendo alla domanda di una lettrice, Boris Strugatskij ha affermato che il prototipo del personaggio è l'allora direttore dell'osservatorio di Pulkovo, Aleksandr A. Michajlov.[23]

- Modest Matveevič Kamnoedov: vice-direttore dell’istituto e responsabile amministrativo. Il burocrate ottuso per eccellenza.

- Magnus Fëdorovič Redkin: baccalaureato in magia nera, inventore dei pantaloni dell’invisibilità, principale sostenitore dell’esistenza della c.d. Tesi Bianca.

- Ambroise Ambroisovič Vybegallo: dottore di scienze, professore del Dipartimento di Conoscenza Assoluta. Demagogo e ciarlatano. Il personaggio è ispirato a Trofim D. Lysenko, agronomo e genetista russo (1898 - 1976).[24][25] In grado minore, il prototipo è lo scrittore di fantascienza Aleksandr Kazantsev.[26]
- Gian Giacomo: direttore del Dipartimento di Trasformazioni Universali.

- Giuseppe Balsamo: grande studioso delle arti magiche, in passato ha realizzato una copia non molto fortunata di sé stesso (il conte di Cagliostro).

- Roman Petrovič Oira-Oira (naso-adunco): maestro, collaboratore del Dipartimento dei Problemi Irrisolvibili.

- Vladimir Počkin (Volodia): maestro, collaboratore del Dipartimento dei Problemi Irrisolvibili.

- Viktor Pavlovič Korneev (Vitka, Vitja): maestro, collaboratore del Dipartimento di Trasformazioni Universali, cosmocentrista, discepolo preferito di Gian Giacomo.

- Edward Amperian (Edik): maestro, collaboratore del Dipartimento di Felicità Lineare, antropocentrista.

- Maurice-Johann-Laurientij Pupkov-Zadnij: direttore del Dipartimento di Conoscenza Assoluta.

- Sabaoth Baalovič Odin: direttore del Dipartimento di Servizio Tecnico. Un tempo fu il mago più potente dell'universo.

- Perun Marcovič Neunivaj-Dubino: stregone, collaboratore del Dipartimento di Ateismo Militante.

- Dëmin Cerbero Psoevič: direttore del Dipartimento di Risorse Umane.

- Merlino, sir cittadino: direttore dell’Ufficio Meteo, tradizionale aspirante alla carica di direttore del Dipartimento di Predizioni e Profezie, grande amico di Naina Kievna Gorinič.

- Louis Ivanovič Sedlovoj: maestro, collaboratore del Dipartimento di Conoscenza Assoluta.

- Naina Kievna Gorinič: custode del museo Casetta sulle Zampe di Gallina, anche denominato Cazalina. Gli autori hanno chiara in mente la figura di Baba-Jaga. Inoltre, il cognome Gorinič, così come alcuni passaggi nel libro, lasciano intendere qualche "parentela" con il drago Gorynyč della mitologia slava.[27]

- Stella: strega, praticante di Vybegallo.

- Aleksandr Ivanovič Drozd (Sanja): tecnico proiezionista dell’Istituto.

- Ragazze: matematici-programmatori che collaborano con Sasha Privalov nel laboratorio di informatica.

- Alfred: vampiro riabilitato, responsabile del vivarium.

- Pitirim Schwarz: ultimo collaboratore del Dipartimento di Magia Bellica, ex monaco, scomparso.

- G. Perspicacij: giornalista scientifico.

- B. Pupillik: giornalista scientifico.

- Kovalëv: sergente presso la locale stazione di polizia di Solovets.

- U. U. Sergienko: luogotenente in servizio presso la locale stazione di polizia di Solovets, superiore di Kovalëv.
- Piccolo Ometto: vecchio collaboratore dell'ISSTEMS che fa visita a Sasha nella Cazalina. Alla ricerca del divano-traslatore, ha le orecchie pelose e non riesce più a levitare come un tempo.

- Briareo, Cotto e Gige: ecatònchiri.

- Accesso e Sortita: macrodemoni di Maxwell.

- Koščei il Senza Morte: stregone malvagio in attesa di processo, recluso in carcerazione preventiva nel vivarium dell’istituto. Figura che gli autori hanno preso dalla tradizione e dal folclore russi.[28]

- Tichon: folletto domestico, artista.

- Cronos Monadovič Vij: Cancelliere Capo, mascalzone e amico di Chomà Brut. Ovviamente, gli autori prendono in prestito dalla tradizione popolare la figura del mostruoso capo degli gnomi, al quale pure Nikolaj V. Gogol' aveva dedicato un racconto (Vij, 1835).[29]

- Chomà Brut: mascalzone, amico di Vij.

- Onučkina: segretaria del Cancelliere Capo.

- Perejaslavskij: compagno presidente del Soviet Provinciale.

- Vasilij: gatto parlante, un po’ sclerotico.

- Luccio: pesce parlante che esaudisce i desideri.

- Specchio: oggetto magico parlante nella Cazalina.

- Fotone: pappagallo.

- Manja: commessa in un negozio a Solovets.

I personaggi dell'ISSTEMS appaiono nel racconto lungo Vremennaja sueta (lett. Trambusto temporaneo, 1996) di Sergej Luk'janenko, inedito in Italia. . L'autore ha composto racconti anche sul tema di altre opere dei fratelli Strugatskij.

## Procedure e dispositivi magico-scientifici
| Nome                                                                                 | Descrizione |
| ------------------------------------------------------------------------------------ | --- |
| Traslatore                                                                           | Apparecchio alimentato ad energia oscura, che trasporta la fantasia nella realtà. Se ne citano due modelli: il traslatore a due vie TDK-80E (prodotto nell'impianto di magotecnica di Kitežgrad) e il divano-traslatore, di manifattura del rabbino Loew Ben Bezalel (XVI-XVII sec.) |
| Umklaidet                                                                            | Bacchetta magica (per i profani). Si presenta come un piccolo cilindro brillante, della grandezza di un dito indice. Ne esistono diversi modelli, dall'umklaidet di livello elettronico (il c.d. ULE-17) al ben più complesso umklaidet quantico |
| Tesi bianca                                                                          | Mitico oggetto magico (o sostanza) che buona parte della comunità magico-scientifica ritiene non esista nella realtà. Secondo la leggenda, sarebbe stato creato dal rabbino Loew Ben Bezalel (XVI-XVII sec.). Magnus Fëdorovič Redkin è un sostenitore della Tesi bianca ed è convinto che essa sia stata nascosta in uno degli oggetti un tempo appartenuti al rabbino (tra cui il divano-traslatore). Rispondendo alla domanda di molti lettori su cosa sia la Tesi Bianca, Boris Strugatskij ha affermato che si tratta di «un'invenzione degli autori, di cui non esiste un reale modello di riferimento, una specie di verità magica, un paradigma o una metodologia». |
| Aldan-3                                                                              | Calcolatore elettronico gestito da Sasha Privalov. Fëdor Simeonovič vi ha installato un'anima immortale |
| Moneta-che-non-può-essere-scambiata                                                  | Moneta fatata da cinque copechi che ritorna nella tasca del proprietario nel momento in cui viene spesa |
| Specchio parlante                                                                    | Dispositivo collocato nella Cazalina che spara ostiche citazioni a raffica, tratte dalle Upaniṣad |
| Berretto dell'invisibilità                                                           | Altro riferimento a Puškin e al poema Ruslan e Ljudmila. Per sfuggire al perfido mago Černomor, Ljudmila indossa il cappello dell'invisibilità |
| Acqua della vita                                                                     | Sostanza prodigiosa e mitica, oggetto di ricerca e sperimentazione da parte di molti maghi e scienziati. Fëdor Simeonovič ne ha una scorta personale nella sua cantina. Vari strumenti sono impiegati nella sua produzione o per la misurazione del grado di purezza (viene citato l'acquavitometro di rame) |
| Filtro d'amore di Veškovskij-Traubenbach                                             | |
| Sangue avariato comune                                                               | Sostanza chimico-magica |
| Spada magica                                                                         | Arma che aiuta a contrastare un nemico che ha forze soverchianti |
| Canino destro del Conte Dracula                                                      | Canino funzionante esposto nel museo dell'ISSTEMS (Cazalina) |
| Stivali delle sette leghe                                                            | Dispositivo gravitazionale |
| Tappeto volante                                                                      | Dispositivo antigravitazionale |
| Omeostato di Ashby                                                                   | Dispositivo elettromeccanico, una delle prime macchine cibernetiche, inventato dal britannico W. R. Ashby (1903-1972) |
| Homunculus                                                                           | Tradizionalmente, un essere antropomorfo creato in un matraccio. Nell'ISSTEMS gli homunculi vengono sintetizzati in speciali autoclavi |
| Doppione                                                                             | Copia abbastanza fedele del proprio creatore, con struttura organica in silicio, germanio o polimeri d'alluminio |
| Matricato                                                                            | Copia perfetta del proprio creatore, fin nella struttura atomica. Realizzato con il metodo della biostereografia (matricizzazione) |
| Dispositivo autobloccante                                                            | Speciale autoclave in utilizzo al Dipartimento di Conoscenza Assoluta nel quale vengono incubati gli speciali modelli di uomo sperimentale del professor Vybegallo |
| Modello di uomo completamente insoddisfatto                                          | Esperimento del professor Vybegallo |
| Modello di uomo gastricamente insoddisfatto                                          | (Detto anche "cadavere") Esperimento del professor Vybegallo. La definizione di "cadavere" è un riferimento al romanzo breve Il conte di Cagliostro di Aleksej N. Tolstoj (così viene definito l'oggetto inanimato quando viene vitalizzato) |
| Modello di uomo completamente soddisfatto                                            | Esperimento del professor Vybegallo |
| Pantaloni dell'invisibilità                                                          | Famosa invenzione di Magnus Fëdorovič Redkin. Bisogna prestare particolare attenzione al meccanismo di chiusura |
| Scomponi-cattiveria-universale                                                       | Apparecchio portatile testato nei laboratori del Dipartimento di Felicità Lineare |
| Distillatore di risate per bambini                                                   | Dispositivo di forma simile al generatore di Van De Graaf |
| Ruota della fortuna                                                                  | Opera magico-ingegneristica applicata alla produzione di energia |
| Genio-bombardieri                                                                    | Progetto abortito del Dipartimento di Magia Bellica |
| Libro dei destini                                                                    | Raccolta di volumi che riportano tutte le date di nascita e morte di 73.619.024.411 esemplari di homo sapiens, a partire dal pitecantropo Aiuich, padre di Ad-Amm ed E-Wa. Riferimento alla tavola dei destini della mitologia mesopotamica. Idea sviluppata poi anche da altri autori, come ad esempio Glenn Cooper con la quadrilogia de La biblioteca dei morti |
| Scudi di Gian Ben Gian                                                               | Oggetti sottratti al tesoro della regina di Saba. Fatti con sette strati di pelle di drago tenuti insieme dalla bile di un parricida, studiati appositamente per resistere anche allo schianto diretto di una saetta |
| Equazioni di mago-matematica                                                         | Manuale (autore: J. P. Nevstruev) |
| Scarpe-autocalzanti                                                                  | Invenzione del professor Vybegallo |
| Carote auto-sradicanti e auto-caricanti                                              | Invenzione del professor Vybegallo |
| Trasgressione                                                                        | Sorta di teletrasporto, trasporto zero, similarizzazione, fenomeno di Tarantoga. In Russia il termine strugatskiano trasgressione viene addirittura usato in alcune edizioni di Harry Potter come traduzione di apparition/disapparition (materializzazione/smaterializzazione nelle edizioni italiane) |
| Materializzazione                                                                    | Capacità di creare e materializzare magicamente oggetti inanimati o esseri viventi. |
| Ciclotazione                                                                         | Oscura pratica o tecnologia di cui parlano Vitka Korneev e Edik Amperian. Uno dei racconti meno noti dei fratelli Strugatskij si intitola "A proposito della ciclotazione" (scritto nel 1963 e rimasto inedito fino al 2008, quando fu pubblicato sulla rivista Polden') |
| Macchina del tempo per lo spostamento in dimensioni temporali create artificialmente | Invenzione di Louis Sedlovoj, del Dipartimento di Conoscenza Assoluta (alcuni componenti: ingranaggi riduttori a coppia conica, manubrio penetrante, trasmissione temporale a velocità variabile) |
| Dispositivo trigenico di feedback "Q"                                                | Strano dispositivo menzionato durante il viaggio di Sasha nel "futuro descritto" |
| Ragni metallici                                                                      | Dispositivi semoventi multitask, incontrati da Sasha nel suo viaggio nel "futuro descritto" |
| Psicoelettrometro                                                                    | ? |
| Ampermetro                                                                           | Futura invenzione di Edik Amperian |
| Plasmoide kappa-gamma (e combustibile ionoplastico mi-delta)                         | Tipologie ipotetiche di combustibile per astronavi |
| campo-M                                                                              | Spazio magico. Nell'appendice, si spiega che il divano traslatore non è un emettitore di campo-M, bensì di campo-μ |
| Contromoto discontinuo                                                               | misterioso esperimento di Janus Poluektovič, svelato alla fine del libro |

## Il "contromoto discontinuo" di Janus Poluektovič
La terza parte del romanzo è dedicata alla scoperta del segreto del direttore dell'ISSTEMS, una persona in due individui, A-Janus e U-Janus.
Aleksandr Privalov e il suo gruppo di amici si rendono conto che, a un certo punto nel futuro, Janus Poluektovič, in seguito a un arditissimo esperimento condotto su se stesso, inizierà a scivolare all'indietro sull'asse del tempo. Quindi, U-Janus altri non è che lo Janus del futuro. Fino ad allora lo Janus del presente (A-Janus) continuerà a procedere normalmente come il resto dell'umanità.
Il contromoto (in russo kontramotsija, neologismo strugatskiano) di U-Janus è "discontinuo" (detto anche "discreto"). Diversamente, lo si vedrebbe muovere e agire al contrario, mentre invece lui agisce e interagisce con il prossimo come tutti gli altri, salvo presentare alcune curiose peculiarità (dal punto di vista dell'umanità che procede sulla normale linea del tempo, dal passato verso il futuro), quali la preveggenza e l'assenza di memoria per i piccoli fatti accaduti nei giorni precedenti (il nostro "ieri" è il "domani" di U-Janus).
Gli amici comprendono che ogni notte, a mezzanotte, A-Janus transita, come facciamo tutti, dalla notte di oggi al mattino di domani, mentre U-Janus transita dalla notte di oggi alla mattina di ieri. Ecco spiegato anche l'ulteriore senso del titolo del romanzo: passata la mezzanotte di domenica, mentre tutti noi passiamo alle ore zerozero di lunedì, U-Janus passa istantaneamente alle ore zerozero di sabato. Nello studio qui citato sono addirittura inseriti dei grafici esplicativi

## Struttura dell'ISSTEMS
I collaboratori dell'ISSTEMS sono circa 200, come viene affermato nella terza parte. Visto dall'esterno, l'edificio dell'Istituto è a due piani, ma all'interno è molto più vasto e alto. Non viene mai indicato il numero reale dei piani dell'edificio. Sasha Privalov riferisce di essere salito al piano dodicesimo e di non aver proseguito perché l'ascensore era fuori servizio. Nella variante "Angara" de La favola della Trojka (il seguito di Lunedì inizia sabato), si afferma che al 76º piano dell'ISSTEMS si troverebbe addirittura una città (T'muskorpion').
L'ISSTEMS è un luogo in cui ricercatori e collaboratori sono dediti al proprio lavoro nel campo magico-scientifico. Non tutti, però. Alcuni di loro, infatti, si vedono crescere i peli sulle orecchie e sono costretti a radersi di continuo oppure a nasconderle. È un marchio, un segno che denota intenzioni disoneste o comunque non disinteressate. Vengono quindi visti con disprezzo o commiserazione dagli altri colleghi. La maggior parte di loro rimane al lavoro solo perché l'Istituto fornisce agi e vita confortevole. Anche il professor Vybegallo ha le orecchie pelose, essendo sinceramente interessato solo ad accrescere la propria fama personale e il proprio ego.
Per alcuni collaboratori dell'ISSTEMS non è indicato il dipartimento scientifico di appartenenza: si tratta di Giuseppe Balsamo, uno dei principali vecchi maestri (noto per aver creato una copia "non molto fortunata di se stesso": il Conte di Cagliostro) e di Magnus Fëdorovič Redkin. Di quest'ultimo si afferma che pratichi anche la magia nera. Non può pertanto lavorare del dipartimento di "Felicità Lineare" (in cui si pratica esclusivamente la magia bianca). Di seguito si riporta una tabella con i dati che risultano dal romanzo.
| Nome ufficio o dipartimento                                                 | soggetto responsabile |
| --------------------------------------------------------------------------- | --- |
| direzione dell'Istituto                                                     | Janus Poluektovič Nevstruev (A-Janus e U-Janus) |
| vice-direzione amministrativa dell'Istituto                                 | Modest Matveevič Kamnoedov |
| dipartimento di Felicità Lineare                                            | Fëdor Simeonovič Kivrin (direttore). Edward Amperian (Edik) lavora in questo dipartimento. |
| dipartimento del Senso della Vita                                           | Cristobal Josevič Junta (direttore) |
| dipartimento di Trasformazioni Universali                                   | Gian Giacomo (direttore). Viktor Pavlovič Korneev (Vitka, Vitja) lavora in questo dipartimento. |
| dipartimento dei Problemi Irrisolvibili                                     | Direttore ignoto. Roman Oira-Oira e Vladimir Počkin (Volodia) lavorano in questo dipartimento. |
| dipartimento di Conoscenza Assoluta                                         | Maurice-Johann-Laurientij Pupkov-Zadnij (direttore). Ambroise Ambroisovič Vybegallo e Louis Ivanovič Sedlovoj lavorano in questo dipartimento. Vi lavora anche Stella, giovane strega praticante di Vybegallo. |
| dipartimento di Ateismo Militante                                           | Direttore ignoto. Perun Marcovič Neunivaj-Dubino lavora in questo dipartimento. |
| dipartimento di Predizioni e Profezie                                       | La carica di direttore è tradizionalmente vacante. Merlino lavora in questo dipartimento (nell'ufficio meteo) e continua a candidarsi alla direzione (è stato il direttore in passato).                        |
| dipartimento di Risorse Umane                                               | Dëmin Cerbero Psoevič (direttore) |
| dipartimento di Magia Bellica                                               | abbandonato (l'ultimo collaboratore è stato Pitirim Schwarz) |
| dipartimento di Servizio Tecnico                                            | Sabaoth Baalovič Odin (direttore) |
| dipartimento di Eterna Giovinezza                                           | direttore ignoto |
| biblioteca - archivio                                                       | direttore ignoto |
| museo d'antichità di Solovets "Casetta su Zampe di Gallina" (c.d. Cazalina) | Naina Kievna Gorinič (custode) |
| laboratorio di informatica                                                  | gestito da Aleksandr Ivanovič Privalov (Sasha). Vi collaborano anche dei matematici-programmatori a cui ci si riferisce come le "ragazze".                                                                     |
| vivarium                                                                    | Alfred, vampiro riabilitato (responsabile) |

## Influenza culturale
Il romanzo ha avuto un grande successo ed è un classico nei paesi russofoni e slavi. Conta decine di edizioni ed è stato molto tradotto all'estero. Una prima rappresentazione cinematografica è stata realizzata nel 1965, con regista Aleksandr Belinskij.. Nel 1982 è stato quindi realizzato un film in due parti, intitolato Čarodei (I maghi), per la regia di Konstantin Bromberg, su sceneggiatura degli stessi Strugatskij. Film natalizio per eccellenza ha ambientazione, personaggi e intreccio diversi ma elaborati chiaramente sulla base del romanzo.

## Critica
(Soviet fiction since Stalin: science, politics and literature, Rosalind G. Marsh, Barnes and Noble Books, 1986)
(On the Strugackij Brothers' Contemporary Fairytale: Monday Begins On Saturday, Byron Lindsey, University of New Mexico, The Supernatural In Slavic And Baltic Literature: Essays In Honor Of Victor Terras - Columbus, 1988 - p.290-302)
(The Second Marxian Invasion: The Fiction of the Strugatsky Brothers, Stephen W. Potts, Borgo Press / Wildside Press, 1991 - p.54)
(Comic codes in the Strugatskys’ tales "Monday Begins on Saturday” and “Tale of the Troika”, Eugene Kozlowski, The Ohio State University, 1991 - p.256)
(The Strugatskys in Political Context, Erik Simon, Science Fiction Studies, Vol. 31, No. 3, Soviet Science Fiction: The Thaw and After, Nov. 2004, pp. 378-406)
la loro umanità del futuro modellandola sui loro giovani amici e colleghi che lavoravano negli Istituti di ricerca (i famosi NII) o nelle redazioni di riviste e case editrici»
(Stefano Bartoni, Fantascienza e anni Sessanta in Unione sovietica, eSamizdat 2005 (III), 2-3)
(Yulia A. Kulikova, The contribution of the brothers Strugatsky to the genre of russian science fiction, 2011)
(Alexander Genis, In memory of Boris Strugatsky: How to live with the future, 2012)
(Elda Garetto, Da Bazarov a Lysenko. Medici e biologi nella letteratura russa tra Ottocento e Novecento, in Formula e metafora (pp. 33-40), Ledizioni, 2014)
Anche lo scrittore britannico Adam Roberts traccia un parallelo tra Lunedì inizia sabato e la saga di Harry Potter. Ne parla anche come di un "proto-Potter".
In un articolo del 2018, intitolato Lunedì inizia sempre sabato, ovvero miti e realtà della Nuova Atlantide siberiana, lo storico Evgenij Grigor'evič Vodičev segnala che il prototipo dell'ISSTEMS (NIIČAVO) sarebbe l'Akademgorodok, cioè la cittadella della scienza, che si trova tra i boschi siberiani a circa 20 chilometri da Novosibirsk, fondata nel 1957.

## Critica sovietica
(Michail J. Ljašenko, Bez pritsela (Senza un obiettivo), articolo uscito il 26 novembre del 1965, sul settimanale Literaturnaja Rossija, pagg. 16-17)
(Irina Vasjučenko, Otvergnuvšie voskresen'e (Quelli che hanno rifiutato la domenica), articolo uscito sulla rivista Znamja, n. 5 del 1989 (pagg. 216-225))

## Edizioni
Prima edizione integrale russa: Понедельник начинается в субботу (сказка для научных работников младшего возраста), Detskaja literatura, 1965.
Prima edizione italiana: Arkadij e Boris Strugatskij, Lunedì inizia sabato, traduzione di Andrea Cortese, collana Attravèrso, Ronzani Editore, 2019, ISBN 9788894911367.
Il libro è stato tradotto in moltissime lingue e conta decine di edizioni all'estero. Tra le più rilevanti, in occidente:
- varie edizioni tedesche (Montag beginnt am Samstag) a partire dal 1974 (ed. Insel, Suhrkamp, Heyne)
- varie edizioni in inglese (Monday begins on saturday o Monday starts on saturday, a partire dal 1977 (DAW Books), poi nel 2005, 2016 e 2017 (Seagull, Gollancz e Chicago Review Press)
- l'edizione francese (Le lundi commence le samedi) del 1974 (Denoël)
- l'edizione spagnola (El lunes empieza el sabado) del 2011 (Nevsky Prospects, S.L.)

Da segnalare l'edizione in esperanto (Lundo ekas sabate) del 2005 per l'editore russo Impeto.